# David Welde
David Welde (* 15. April 1994) ist ein ehemaliger deutscher Nordischer Kombinierer.

## Werdegang
2011 wurde David Welde Dritter bei den Deutschen Juniorenmeisterschaften und Sieger beim Olympischen Festival der Europäischen Jugend (EYOWF) in Liberec.
Bei den Junioren-Weltmeisterschaften im Januar 2013 in Liberec gewann er mit dem deutschen Team die Goldmedaille und wurde hinter Manuel Faißt Zweiter über die 10-km-Strecke. Ein Jahr später errang er bei den Junioren-Weltmeisterschaften 2014 im Val di Fiemme drei Medaillen: Silber und Bronze in den Einzelwettbewerben sowie Silber mit dem Team.
Am 1. Dezember 2012 absolvierte er in Kuusamo seinen ersten Weltcupwettbewerb, den er auf dem 24. Rang beendete. Insgesamt wurde er in dieser Saison bei fünf Wettbewerben eingesetzt und belegte Rang 45 in der Gesamtwertung. Im Winter 2013/14 startete er bei acht Weltcuprennen, platzierte sich aber nur zweimal in den Punkterängen unter den besten 30.
Bei der Winter-Universiade 2015 in Štrbské Pleso sicherte sich Welde in beiden Einzelwettbewerben die Silbermedaille. Gemeinsam mit Tobias Simon und Johannes Wasel gewann er Gold im Team. Nach einigen schwächeren Jahren belegte er in der Gesamtwertung des Continental-Cups der Saison 2016/17 den zweiten Platz.
Welde wohnt in Wilsdruff ging für den SC Sohland an den Start. Nach dem Abitur 2014 am Gymnasium Klingenthal wechselte er in die Sportfördergruppe der Bundeswehr.

## Statistik

### Weltcup-Platzierungen
| Saison  | Platz | Punkte |
| ------- | ----- | ------ |
| 2012/13 | 45.   | 032    |
| 2013/14 | 76.   | 006    |
| 2017/18 | 45.   | 029    |
| 2018/19 | 57.   | 011    |

### Grand-Prix-Platzierungen
| Saison | Platz | Punkte |
| ------ | ----- | ------ |
| 2012   | 48.   | 016    |
| 2017   | 47.   | 016    |
| 2018   | 65.   | 001    |

### Continental-Cup-Platzierungen
| Saison  | Platz | Punkte |
| ------- | ----- | ------ |
| 2011/12 | 73.   | 023    |
| 2014/15 | 27.   | 117    |
| 2015/16 | 56.   | 062    |
| 2016/17 | 02.   | 606    |
| 2017/18 | 11.   | 333    |
| 2018/19 | 06.   | 496    |

### Platzierungen bei Deutschen Meisterschaften
| Jahr und Ort      | Wettbewerb | Wettbewerb | Wettbewerb |
| Jahr und Ort      | Gundersen  | Teamsprint |            |
| ----------------- | ---------- | ---------- | ---------- |
| 2011 Hinterzarten | 13.        | 06.        |            |
| 2013 Oberstdorf   | 12.        | 03.        |            |
| 2014 Hinterzarten | 15.        | 10.        |            |
| 2015 Oberstdorf   | 18.        | 08.        |            |
| 2016 Oberhof      | 22.        | 16.        |            |
| 2017 Klingenthal  | 09.        | 04.        |            |
| 2018 Hinterzarten | 05.        | 05.        |            |